# Калининский район (Горьковская область)
Калининский район — административно-территориальная единица в составе Горьковской области, существовавшая в 1944—1957 годах. Центр — пгт имени Калинина.
Калининский район был образован в ноябре 1944 года в составе Горьковской области.
В состав района вошли Галкинский, Краснопрудский, Кутанинский, Медведовский, Мошкинский, Проновский, Скулябихинский, Туранский, Фабричный, Хуторский с/с и Калинский п/с Ветлужского района.
В июне 1954 года Краснопрудский с/с был присоединён к Фабричному, Кутанинский — к Медведовскому, Хуторской — к Туранскому.
В ноябре 1957 года Калининский район был упразднён, а его территория передана в Ветлужский район.